# اردت فذری
اردت فذری نام مادر سوشیانس آخرین موعود زرتشتیان است. اردت فذری یعنی کسی که مایهٔ آبروی پدر است. او را ویسپ تئوروئیری نیز گویند یعنی همه را شکست دهنده. در کتاب هفتم دینکرد در فصل ۷-۱۰ شرحی از موعودهای زرتشتی و مادران آنان نوشته شده است. در کتاب یادشده نام سه دوشیزه ۱۵ ساله آمده که هر یک به نوبت مادر یکی از موعودهای زرتشتیان خواهد بود. این دوشیزگان از خاندان بهروز پسر فریان هستند. دو دوشیزهٔ دیگر سروتت فذری مادر موعود نخست، هوشیدر و ونگهو فذری مادر موعود دوم هوشیدرماه یاد شده‌اند. 